# Nareszcie w domu
Nareszcie w domu – debiutancki album studyjny Kuqe 2115.
Płyta została wydana 21 marca 2025 roku, po 6 latach od pierwszej zapowiedzi. Płyta jest pierwszym oficjalnym wydawnictwem w katalogu 2115 label.

## Lista utworów
Opracowano na podstawie materiału źródłowego.
| #  | Tytuł                                                                                 | Produkcja            | Długość |
| -- | ------------------------------------------------------------------------------------- | -------------------- | ------- |
| 1  | Intro Do Płyty Mojego życia                                                           | Francis              | 3:15    |
| 2  | Rookie Of The Year                                                                    | Francis              | 2:47    |
| 3  | Witam Z Powrotem                                                                      | Francis              | 2:00    |
| 4  | Jestem Z Małego Miasta                                                                | Pedro                | 2:52    |
| 5  | Iga Świątek                                                                           | Francis              | 2:20    |
| 6  | Dziś Od Rana W Stresie (gościnnie: Jan-Rapowanie)                                     | Brojustchill         | 2:50    |
| 7  | Baletnica (gościnnie: Emi, Kuban)                                                     | Atutowy              | 3:00    |
| 8  | Zostań Proszę (gościnnie: Bambi)                                                      | Francis              | 2:46    |
| 9  | Pierwsza I Ostatnia                                                                   | Francis              | 3:24    |
| 10 | Lwia Część (gościnnie: Ewelina Lisowska)                                              | Jakub Laszuk, Questy | 2:56    |
| 11 | Wszystkie Noce Są Samotne                                                             | Kubi Producent       | 3:06    |
| 12 | Jedyne Co Chce Dziś Robić Freestyle (gościnnie: Blacha 2115, Flexxy 2115, White 2115) | Proxen               | 2:11    |
| 13 | Lodowisko (gościnnie: Bedoes)                                                         | Kubi Producent       | 2:26    |
| 14 | Wschodni Blok (gościnnie: White 2115)                                                 | Heatmaky, Pedro      | 3:02    |
| 15 | ósmy Cud świata (gościnnie: Slowez)                                                   | Brojustchill, Pedro  | 2:49    |
| 16 | Taki Mały Ja                                                                          | Francis              | 2:56    |
| 17 | Rooftop                                                                               | Double Three         | 2:51    |
| 18 | Zmieniłem Plany (gościnnie: Dylan)                                                    | Francis              | 2:54    |
| 19 | Joint I Sport                                                                         | Francis              | 2:40    |
| 20 | Bałagan (gościnnie: Flexxy 2115)                                                      | TraperHoFF           | 3:52    |
| 21 | Nareszcie W Domu (outro Do Płyty Mojego życia)                                        | Francis              | 2:43    |

## Notowania
| Kraj   | Lista                    | Pozycja |
| ------ | ------------------------ | ------- |
| Polska | OLiS – albumy            | 1       |
| Polska | OLiS – albumy w streamie | 2       |
| Polska | OLiS – albumy fizyczne   | 1       |

## Certyfikaty i sprzedaż
| Kraj   | Certyfikat      | Sprzedaż | Data            |
| ------ | --------------- | -------- | --------------- |
| Polska | platynowa płyta | 30 000+  | 2 kwietnia 2025 |